# 2023 코파 델 레이 결승전
2023 코파 델 레이 결승전(스페인어: La Final de la Copa del Rey de 2023)은 스페인의 최고 축구 컵대회의 120번째 시즌인 코파 델 레이 2022-23의 우승 구단을 결정하기 위해 진행된 경기이다. 이 경기는 2023년 5월 6일, 세비야의 라 카르투하에서 열렸고, 레알 마드리드와 오사수나가 경합했다.
이 대회를 이전까지 19번 우승한 레알 마드리드는 2014년 이래 첫 결승전에 올랐다. 한편 오사수나는 준우승을 거둔 2005년이 유일한 결승전 경험이었다.
레알 마드리드는 이 경기에서 2-1로 이기며 7년 만이자 통산 20번째 코파 델 레이 트로피를 챙겼다.

## 결승전까지의 경기
| 레알 마드리드       | 레알 마드리드      | 단계     | 오사수나        | 오사수나               |
| ------------------- | ------------------ | -------- | --------------- | ---------------------- |
| 상대                | 결과               |          | 상대            | 결과                   |
| 부전승              | 부전승             | 1라운드  | 푸엔테스        | 4–1 (원)               |
| 부전승              | 부전승             | 2라운드  | 아르네도        | 3–1 (원)               |
| 카세레뇨            | 1–0 (원)           | 32강전   | 짐나스틱        | 2–1 (연, 원)           |
| 비야레알            | 3–2 (원)           | 16강전   | 베티스          | 2–2 (4-2 승, 원)       |
| 아틀레티코 마드리드 | 3–1 (연, 안)       | 8강전    | 세비야          | 2–1 (연, 안)           |
| 바르셀로나          | 0–1 (안), 4–0 (원) | 준결승전 | 아틀레틱 빌바오 | 1–0 (안), 1–1 (연, 원) |

범례: (안) = 안방 경기; (원) = 원정 경기

## 경기

### 상세 경기 정보
| 레알 마드리드    | 2–1    | 오사수나 |
| ---------------- | ------ | -------- |
| 호드리구 2′, 70′ | 리포트 | 토로 58′ |

| 레알 마드리드 | 오사수나 |

| GK              | 1  | 티보 쿠르투아       | 90+4′ |     |
| RB              | 2  | 다니 카르바할       |       |     |
| CB              | 3  | 에데르 밀리탕       | 41′   |     |
| CB              | 4  | 다비트 알라바       |       |     |
| LB              | 12 | 에두아르도 카마빙가 | 75′   |     |
| DM              | 18 | 오렐리앵 추아메니   |       | 69′ |
| CM              | 15 | 페데리코 발베르데   | 90′   |     |
| CM              | 8  | 토니 크로스         |       | 82′ |
| RW              | 21 | 호드리구            |       | 89′ |
| CF              | 9  | 카림 벤제마 (주장)  |       |     |
| LW              | 20 | 비니시우스 주니오르 | 45′   |     |
| 교체 선수:      |    |                     |       |     |
| GK              | 13 | 안드리 루닌         |       |     |
| DF              | 5  | 헤수스 바예호       |       |     |
| DF              | 6  | 나초                |       |     |
| DF              | 16 | 알바로 오드리오솔라 |       |     |
| DF              | 17 | 루카스 바스케스     |       |     |
| DF              | 22 | 안토니오 뤼디거     |       | 69′ |
| MF              | 10 | 루카 모드리치       |       | 82′ |
| MF              | 19 | 다니 세바요스       |       |     |
| FW              | 7  | 에덴 아자르         |       |     |
| FW              | 11 | 마르코 아센시오     |       | 89′ |
| FW              | 24 | 마리아노            |       |     |
| 감독:           |    |                     |       |     |
| 카를로 안첼로티 |    |                     |       |     |

| GK              | 1  | 세르히오 에레라        |       |     |
| RB              | 15 | 루벤 페냐              |       | 75′ |
| CB              | 23 | 아리다네 에르난데스    |       |     |
| CB              | 5  | 다비드 가르시아 (주장) | 37′   |     |
| LB              | 3  | 후안 크루스            |       |     |
| DM              | 6  | 루카스 토로            |       | 86′ |
| CM              | 7  | 혼 몽카욜라            | 21′   |     |
| CM              | 22 | 아이마르 오로스        |       |     |
| RW              | 16 | 모이 고메스            |       | 86′ |
| CF              | 17 | 안테 부디미르          |       | 70′ |
| LW              | 12 | 압데 에잘줄리          |       | 75′ |
| 교체 선수:      |    |                        |       |     |
| GK              | 25 | 아이토르 페르난데스    |       |     |
| DF              | 4  | 우나이 가르시아        |       |     |
| DF              | 20 | 마누 산체스            |       |     |
| DF              | 31 | 호르헤 에란도          |       |     |
| DF              | 35 | 디에고 모레노          |       |     |
| MF              | 11 | 키케 바르하            | 83′   | 75′ |
| MF              | 14 | 루벤 가르시아          |       | 75′ |
| MF              | 19 | 파블로 이바녜스        | 90+4′ | 86′ |
| MF              | 34 | 이케르 무뇨스          |       |     |
| FW              | 9  | 치미 아빌라            |       | 70′ |
| FW              | 18 | 키케 가르시아          |       | 86′ |
| 감독:           |    |                        |       |     |
| 하고바 아라사테 |    |                        |       |     |

| 최우수 선수: 호드리구 (레알 마드리드) 부심: 라울 카바녜로 마르티네스 (무르시아) 호세 엔리케 페레스 나랑호 (라스 팔마스) 대기심: 후안 마르티네스 무누에라 (발렌시아) 제2 대기심: 후안 호세 로페스 미르 (무르시아) 비디오 판독심: 산티아고 하이메 라트레 (아라곤) 비디오 판독 부심: 디에고 바르베로 세비야 (안달루시아) | 경기 규정 - 90분. - 필요시 연장전 30분. - 이후에도 동률시 승부차기. - 교체 선수 11명 등록. - 최대 선수 5명 교체 가능, 연장전 돌입시 6번째 선수 교체 가능. |

## 참고
1. ↑  이전에 정규시간 및 연장전 후반 시작을 제외하고 최대 선수 3명을 교체할 수 있었으며, 연장전 돌입시 1명 추가 선수 교체 가능했다.